# Georg Fredrik Leijonburg
Georg Fredrik Leijonburg, född 14 juli 1638 i Prenzlau, Brandenburg, död 5 januari 1692 i Tjärstads församling, Östergötlands län, var en svensk militär.

## Biografi
Georg Fredrik Leijonburg föddes 1638 i Prenzlau, Brandenburg. Han var son till stadsmajoren Georg Leijonburg. Leijonburg blev 1655 fänrik vid general Lillieström, 1656 löjtnant vid greve Dohnas regemente, som reducerades 1661 och han blev då utan tjänst. Han blev 13 demceber 1672 kapten vid Östgöta infanteriregemente och 23 oktober 1677 major vid garnisonen i Riga, med konfirmerad fullmakt 17 september 1678 vid regementet. Leijonburg blev 7 november 1684 överstelöjtnant vid Östgöta infanteriregemente. Han avled 1692 på Hallstad och begravdes 4 september samma år i von Scheidingska graven i Tjärstads kyrka, där hans vapen sattes upp.

### Egendom
Leijonburg ägde Hallstad i Tjärstads socken.

### Familj
Leijonburg gifte sig 1665–1666 med Helena von Scheiding (död 1693), dotter till ståthållaren Otto von Scheiding och Margareta von Masenbach.